# Landoiro
Landoiro es una localidad del municipio leonés de Villafranca del Bierzo, en la Comunidad Autónoma de Castilla y León. 

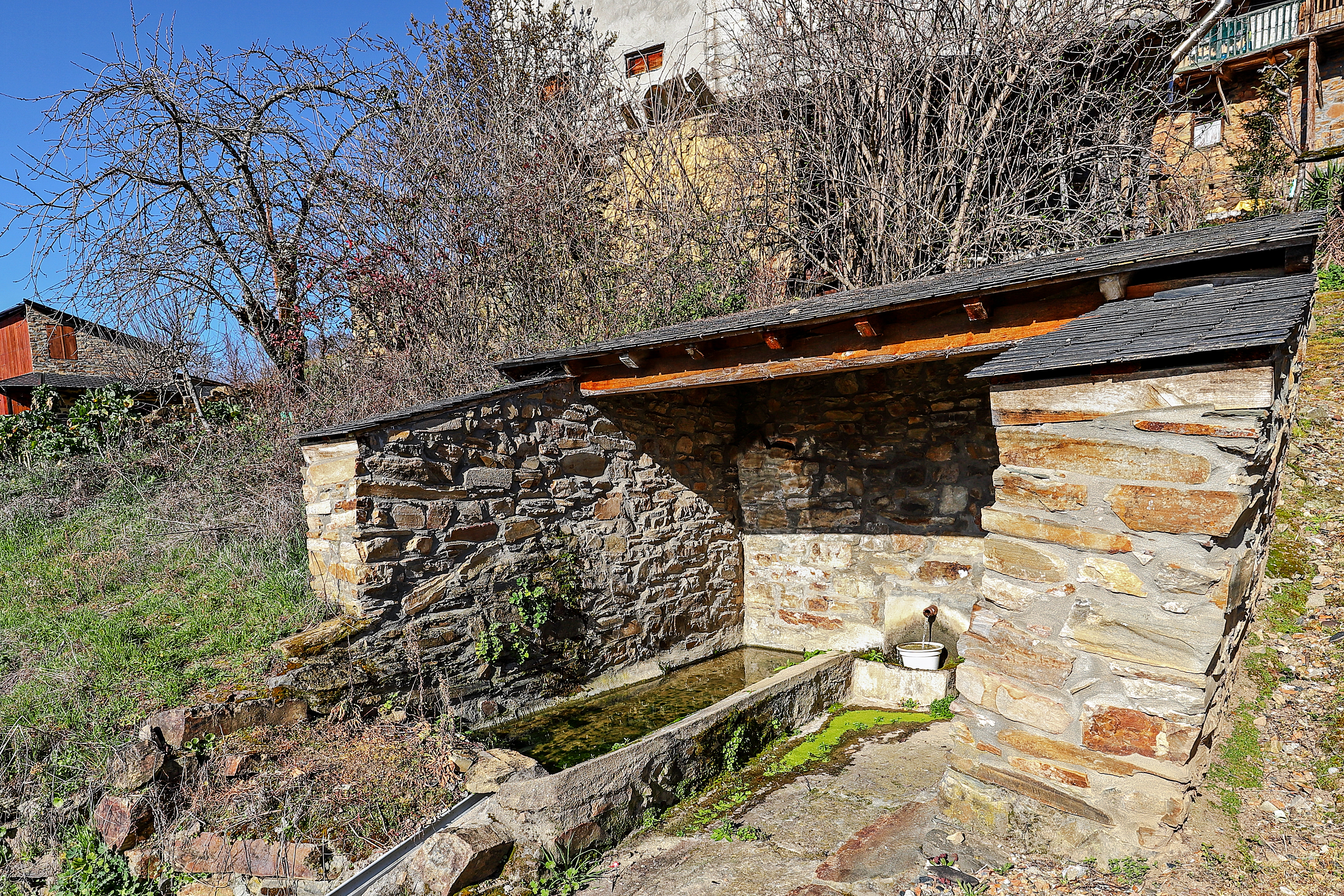
Fuente tradicional

## Localidades limítrofes
Confina con las siguientes localidades:
- Al este con Puente de Rey.
- Al sur con Villafranca del Bierzo.
- Al oeste con Pereje.

## Demografía
Evolución de la población
| Gráfica de evolución demográfica de Landoiro entre 2000 y 2017     |
|                                                                    |
| Población de derecho (2000-2017) según el padrón municipal del INE |